# Pałac w Ponarach
Pałac w Ponarach – zabytkowy pałac w miejscowości Ponary.
Pierwotnie piętrowy pałac zbudowany pod koniec XVII w. na rzucie prostokąta. Stanął w wyniku rozbudowy wcześniejszego dworu. Na elewacji północnej znajdują się herby budowniczego Johanna Georga von der Groeben (1709-1777), jego żony Gertrud Gottlieb von Troschke (1706-1776) data 1743 i inicjały małżeństwa JG V D G / GG VT. Kolejna przebudowa miała miejsce w drugiej połowie XIX w. Nad bocznym wejściem znajdują się herby budowniczego Wilhelma von der Groeben, jego żony Agnes von Kleist, data 1893 i inicjały małżeństwa W.G. v. d. G. / A. v. K.
Obiekt jest częścią zespołu pałacowo-folwarcznego z XVII-XIX w., w skład którego wchodzą jeszcze:
- park[8]
- cmentarz rodowy w parku[9]
- jedna oficyna[10]
- dwa czworaki[11]
- stajnia[12] (nie istnieje)[1].

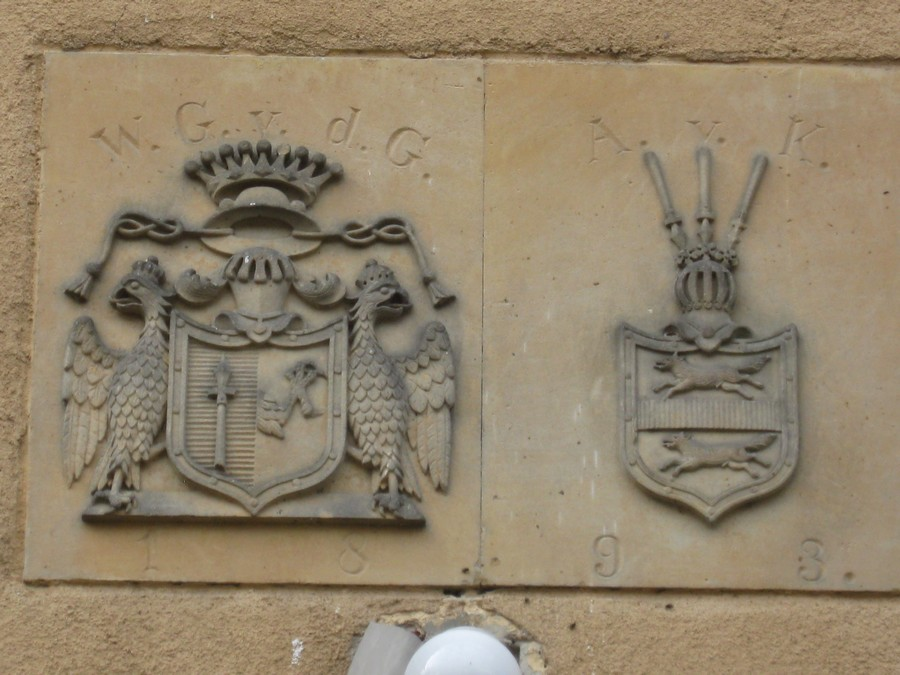
Herby v. Groeben (L)[13] von Kleist (P)
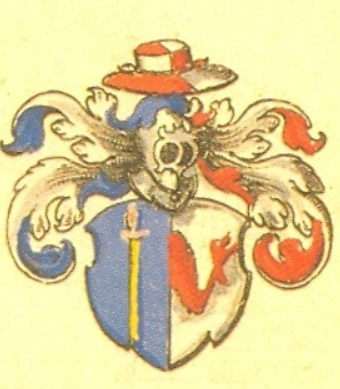
Herb von der Graben
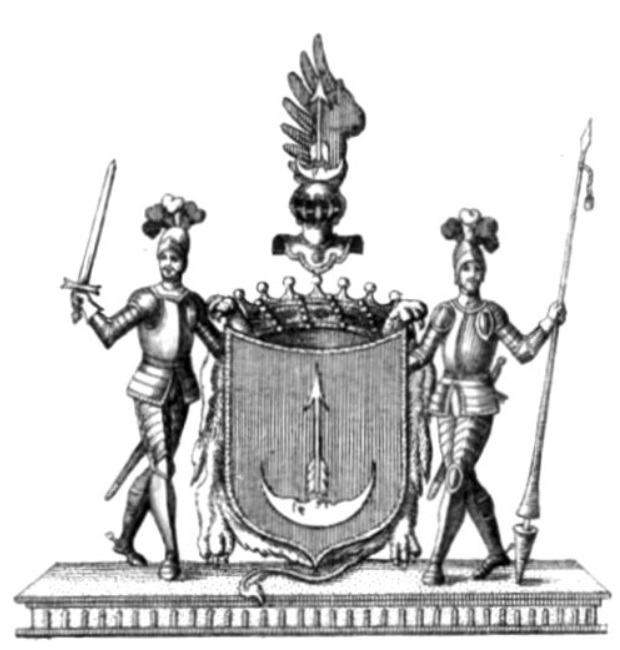
Herb von Troschke
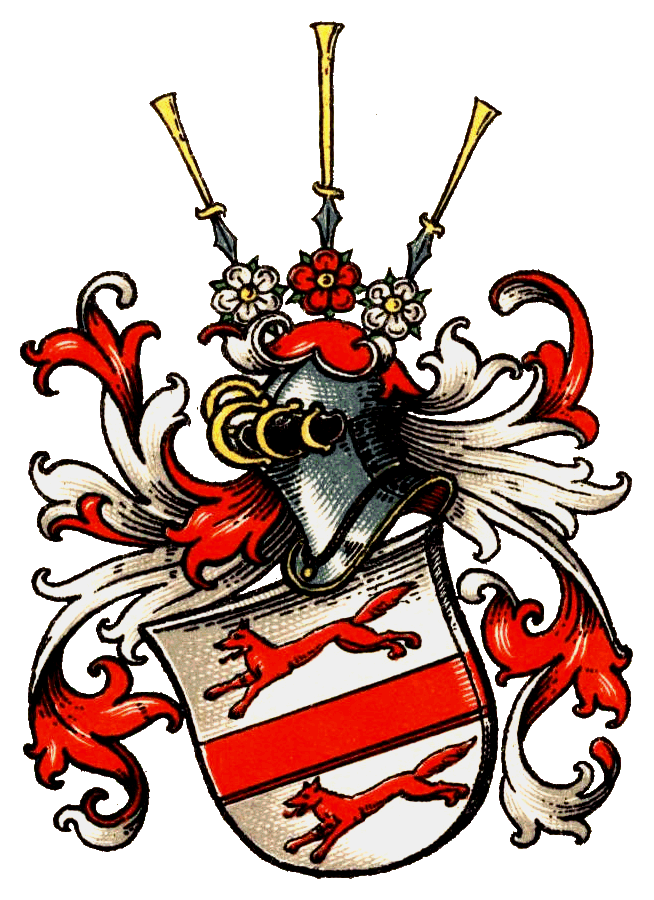
Herb von Kleist
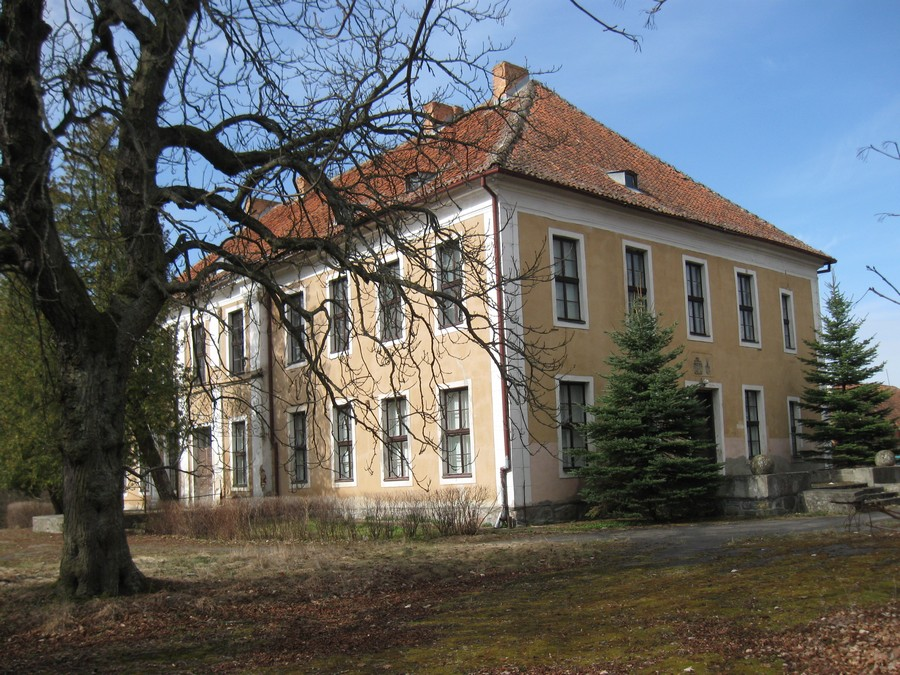
Bok pałacu z herbami